# Agonis dymus
Agonis dymus är en fjärilsart som beskrevs av Swinhoe 1904. Agonis dymus ingår i släktet Agonis och familjen Callidulidae. Inga underarter finns listade i Catalogue of Life.